# Панфіловська (станція МЦК)
Панфіловська (проектна назва — Ходинка) — зупинний пункт/пасажирська платформа Малого кільця Московської залізниці, який обслуговує маршрут міського електропоїзда — Московське центральне кільце. Розташована в межах залізничної станції Срібний Бор. Названа по вулиці Панфілова. Сполучена наземним переходом зі станцією метро  «Октябрське поле», яка знаходиться за 700 м на північний захід від станції.

## Розташування
Розташовується в межах залізничної станції Срібний Бор між платформами Стрешнєво і Зорге, на межі районів Сокіл і Щукино. Виходи зі станції - до вулиць Панфілова та Народного Ополчення.

## Технічні характеристики
З.п. Панфіловська має 2 платформи: острівну і берегову. Довжина платформ становить 180 м, є можливість їх продовження до 264. Обладнана касами і турнікетами. На станції заставлено тактильне покриття. 

## Перспективи
Поруч з платформою має бути побудований однойменний транспортний вузол. Загальна площа станції і ТПВ має скласти 15,8 тис м² . Поруч зі станцією планується облаштувати 3 заїзних кишені для громадського транспорту: на зупинці «Кінотеатр "Юність"» на вулиці Народного Ополчення при русі до Піщаного шляхопроводу, біля будинку № 2 по вулиці Панфілова при русі в центр і при русі в область. Таким чином планується зробити зручну пересадку на автобуси і тролейбуси. Згідно з проектом, пасажиропотік ТПВ Панфіловська складе близько 5,2 тисяч чоловік в годину пік.